# هیکارو اوتادا
هیکارو اوتادا (به ژاپنی: 宇多田 ヒカル، Utada Hikaru) خواننده، ترانه‌سرا و تهیه‌کنندهٔ موسیقی ژاپنی - آمریکایی است که در اروپا و آمریکا توسط نام خانوادگی "اوتادا" و در ژاپن بیشتر با نام مستعار خود "هیکّی" - "Hikki" شناخته شده‌است و در حال حاضر در ژاپن مشغول به فعالیت است.
هنگامی که اولین آلبوم خود را به نام "عشق اول" - "First Love" منتشر کرد که می‌رفت به یکی از پرفروشترین آلبوم‌های شرقی تبدیل شود، اوتادا سه آلبوم ژاپنی خود را در لیست ۱۰ آلبوم برتر تاریخ ژاپن داشت و شش عدد از آلبوم‌های او ( که دو عدد آن‌ها به زبان انگلیسی و یک عدد تلفیقی از ژاپنی و انگلیسی است ) در لیست ۲۷۵ آلبوم پرفروش ژاپن . اوتادا ۱۴ آهنگ تکی (Single) با رتبه اول در جدول آهنگ‌های تکی شرق دارد به همراه دو رکورد قابل توجه برای یک هنرمند زن یعنی : فروش پنج میلیونی و رتبه چهارم در رده‌بندی ۱۰۰ آهنگ برگزیده تاریخ. اوتادا تا کنون بیش از ۵۰ میلیون نسخه از آلبوم‌های خود را در سراسر جهان به فروش رسانده است.
اوتادا رتبه ۲۴ را در رده‌بندی ۱۰۰ خواننده برتر پاپ کل تاریخ ژاپن و رتبه دهم ۳۰ خواننده برتر پاپ ژاپن در سال ۲۰۰۶ را نیز به خود اختصاص داده است.
به علاوه اینکه او دو موسیقی متن برای کمپانیهای "Square Enix" و والت دیزنی جهت سری بازی‌های ویدئویی "Kingdom Hearts" با نام : "Simple and Clean" برای بازی "Kingdom Hearts" و آهنگ "Passion" برای نسخه ۲ این بازی ساخت که نسخه انگلیسی "Passion" با نام "Sanctuary" را برای نسخه انگلیسی بازی نیز بازخوانی کرد. تک‌آهنگ دیگر او "Flavor of Life" به رتبه دوم دانلود تک‌آهنگها با بیش از ۷٫۲ میلیون دانلود سعود کرد و ۱۲ میلیون فروش دیجیتالی در همان سال را برای او به همراه داشت.
- ابتدای زندگی و شروع ها

هیکارو اوتادا متولد نیویورک سیتی و فرزند "Teruzane Utada" یک تنظیم‌کننده و همسرش "Junko Utada" یک خواننده Enka (یک سبک محبوب ژاپنی)، با نام اصلی "Keiko Fuji" می‌باشد .
اوتادا اولین ضبط حرفه‌ای خود را در ۱۲ سالگی انجام داد.

## آثار

### آلبوم‌ها
- Precious - ۱۹۹۸
- First love - ۱۹۹۹
- Distance - ۲۰۰۱
- Deep River - ۲۰۰۲
- Exodus - ۲۰۰۴
- Utada Hikaru Single collection Vol. ۱ - ۲۰۰۴
- Ultra Blue - ۲۰۰۶
- Heart Station - ۲۰۰۸
- This is the one - ۲۰۰۹

### تک‌ترانه‌ها
- Prisoner Of Love - ۲۰۰۸
- HEART STATION / Stay Gold - ۲۰۰۸
- Beautiful World / Kiss & Cry - ۲۰۰۷
- Flavor Of Life - ۲۰۰۷
- 宇多田ヒカル Presents "ぼくはくま" - ۲۰۰۶
- Keep Tryin' - ۲۰۰۶
- Passion - ۲۰۰۵
- Be My Last - ۲۰۰۵
- 誰かの願いが叶うころ - ۲۰۰۴
- COLORS - ۲۰۰۳
- SAKURA ドロップス / Letters - ۲۰۰۲
- 光 - ۲۰۰۲
- traveling - ۲۰۰۱
- FINAL DISTANCE - ۲۰۰۱
- Can You Keep A Secret? - ۲۰۰۱
- For You / タイムリミット - ۲۰۰۰
- Wait & See ～リスク～ - ۲۰۰۰
- Addicted To You - ۱۹۹۹
- First Love - ۱۹۹۹
- Movin' on without you - ۱۹۹۹
- Automatic / time will tell - ۱۹۹۸